# Hrabstwo Edgecombe
Hrabstwo Edgecombe (ang. Edgecombe County) – hrabstwo w stanie Karolina Północna w Stanach Zjednoczonych.

## Geografia
Według spisu z 2000 roku obszar całkowity hrabstwa obejmuje powierzchnię 507 mil2 (1313,12 km²), z czego 505 mil2 (1307,94 km²) stanowią lądy, a 2 mile2 (5,18 km²) stanowią wody. Według szacunków United States Census Bureau w roku 2012 miało 55 954 mieszkańców. Jego siedzibą administracyjną jest Tarboro.

### Miasta
- Conetoe
- Leggett
- Macclesfield
- Pinetops
- Princeville
- Rocky Mount
- Speed
- Tarboro
- Whitakers